# Fabrizio Meoni
Fabrizio Meoni (Castiglion Fiorentino, 1957. december 31. – 2005. január 11.) olasz motorversenyző, kétszeres Dakar-rali győztes.

## Pályafutása
2001-ben és 2002-ben, a KTM csapatával megnyerte a Dakar-ralit.

## Halála
A 2005-ös Dakar-rali 11. szakasz, 184. kilométernél elesett. A mentőhelikoptereket egyik motoros társa David Fretigné riasztotta, az orvosok hamar meg is érkeztek. Negyvenöt percig próbálták újraéleszteni, de ez nem sikerült, a halálát szívelégtelenség okozta.

## Külső hivatkozások
- Hivatalos honlapja
- Emlékvideo